# 大家健
大家 健（おおか けん、1977年4月8日 - ）は、日本の男性プロレスラー。ガンバレ☆プロレス所属。富山県福野町（現：南砺市）出身。血液型A型。

## 経歴
- 富山県立福野高等学校（現：富山県立南砺福野高等学校）卒業。高校までは正道会館の門下生であった[1]。
- 日本大学文理学部文理レスリング連盟に所属、当時のリングネームは「アレクサンダー大家」。先輩にヤス・ウラノがいる。
- 闘龍門の7期生として入門するもデビューに至らず退団。その後、DDTプロレスリングに入門する。

2001年
- 12月20日、DDTの対スーパー宇宙パワー戦にてデビュー。

2002年
- 宇宙からの電波により「今のDDTは間違っている」と大家革命を謳う。11月、受信した電波の指令に従い、リングネームをO.K.Revolution（Oka Ken makes Revolution）に改める。

2003年
- 大家健としてみちのくプロレスに参戦。DDTでは、6月にはHERO!に対してカミングアウトし、ゲイ路線になる。
- 12月、リストラ対象となり強制的に引退試合を組まれる。その後、2度のリストラマッチの末、2004年1月リストラ決定。

2004年
- 2月、リングネームを大家健に戻し、一宮章一社長の犬となって復帰するも、5月には再度、引退勧告により引退。その後失踪。

2005年
- 12月、DDT新木場1stRING大会に突然姿をあらわす。

2006年
- 1月29日、社長争奪ロイヤルランブルに出場するも敗退してユニオン所属選手となる。
- 5月、骨折により4か月ほど欠場する。

2007年
- 1月28日、DDTでのアメリカ・コントラ・引退戦で敗北して引退。
- 3月21日、同郷の矢郷良明が率いるYAGOプロレス旗揚げ戦において復帰。しかし同日に解雇、YAGOプロレスも解散した。
- 4月11日、ユニオン復帰をかけて、5人掛け無観客試合を行う（対石川修司、isami、726、チェリー、竜剛馬）。結果は全敗であったが、小笠原先生の元で空手の修行をし、火の輪潜りを成功させて復帰を許される。

2008年
- 1月30日、ユニオン新木場1stRING大会にて竹村豪氏選手に東京愚連隊入りを直訴。「インディーだって人間だ」の名言を残す。

2009年
- 有限会社DDTプロレスリングと役員待遇で契約。
- 8月30日、ユニオン後楽園ホール大会にて獣神サンダー・ライガーとのシングル戦を行うにあたり、「仮想獣神7番勝負」や小笠原先生による炎の特訓などを行う。
- 10月、DDT直営のカレー屋「フレンチカレーミツボシ」の丸ビル内ラ・カルトキッチン期間限定出店に伴い取締役アルバイトに就任する。同月に“傾奇者”大家慶次郎としてユニット“獅子一色”を率いSTYLE-Eに参戦。

2010年
- 3月14日、DDT後楽園大会のロイヤルランブルにてKO-D無差別級どこでも挑戦権を獲得。以降毎度のように王者の関本大介を挑発してラリアットで吹っ飛ばされるが、5月4日の後楽園ホール大会でこれをかわしスピアーで反撃した上で、自分が関本に勝利して7月25日に開催される両国大会のメインイベントに出場すれば、当日の売店を仕切れる人間がいなくなることを理由に挑戦権を石川修司に譲渡する。
- 5月11日、DDT高岡大会のPRのため実家に帰省し営業活動を行っていたところ、地元老舗スーパーのはからいで店舗前にて翌12日にサイン会を行うこととなる。当日は北陸在住のDDTファンによりDDT初のUstream中継でサイン会の模様が配信された。当日は昼休憩中の南砺市長が激励に現れたり、偶然中継を見つけた世界的芸術家の村上隆がコメントを寄せるなど局地的注目を集める。
- 6月13日、DDT後楽園ホール大会で負傷。左ヒザ陥没骨折と診断されるが、絶望視されていた両国の売店は車椅子で指揮を取った。

2011年
- 1月3日、ユニオンプロレス後楽園大会で復帰。菊地毅とパン食いデスマッチを行なう。
- 2月24日、新日本プロレス「NEVER」に現れ、参戦を猛烈にアピール。西澤道昭管理部長を菅林直樹社長と勘違いして叫んでしまった（それ以前にも飯伏幸太が同じミスを犯している）が、後日BEST OF THE SUPER Jr.予選へのエントリーが認められた。
- 2月25日、SMASHに参戦し、トリプルテイルズと対戦する。結果は華名に丸め込まれて自身がフォール負け。以後しばらく復讐のためにトリプルテイルズを追いかけることに。後に飼い主となる紫雷美央とはこの時に初めて遭遇する。
- 4月7日、新日本プロレス「NEVER.6」初参戦。BEST OF THE SUPER Jr.予選で菊地毅と対戦も敗れる。8日には浪口修&マリーンズマスク&梶トマトと組み、高橋裕二郎&内藤哲也&邪道&外道と対戦するが、裕二郎の東京ピンプスを喰らい敗戦。
- 5月4日、ユニオンで金本浩二とシングル。アンクルホールドで敗れる。
- 7月3日、ユニオンでウルトラマンロビンを破り第4代SGPグローバルジュニアヘビー級王者となる。
- 7月10日、ユニオンで紫雷美央に敗れSGPグローバルジュニアヘビー級王座から陥落。試合後に美央から犬の首輪を投げつけられた大家は、なぜか自ら首輪をつけて「駄犬」として美央のペットとなる。
- 12月31日、年越しプロレスにて初の蛍光灯デスマッチを行う。p/アブドーラ小林、vs 佐々木貴、伊東竜二。

2012年
- 9月23日、我闘雲舞初参戦。ただし、この日は偶々遊びに来ていたのだが、さくらえみから急遽レフェリーを頼まれた。座談会にも登場している。
- 10月7日、我闘雲舞初試合。『Gatoh-meet』から呼称が変更した『Gatoh-Move Japan Tour・1』に参戦し、「キャプテンフォール・イリミネーション変則マッチ」（オーバー・ザ・窓枠（窓から場外に落とされたら負け）の特別ルール）でキャプテンを務め、マサ高梨&彰人と組んで、米山香織&モーリー&中森華子組と対戦。モーリーのサムソンクラッチを潰して勝つが最後は米山に敗れた。
- 10月10日、前回の大会で使用されたオレンジ色のバンダナをキャプテンの証だとTwitter上で言い切り、観戦した記念にバンダナを持ち帰ったファンに対戦要求。さくらえみも了承したため、急遽試合が組まれることになった。しかし、これにより、米山の試合が無くなる事態となり、バンダナを譲渡したらという条件で米山の参戦を認めたが、当日、ファンが「大家と戦います」と宣言したため、これに怒った米山がファンからバンダナを奪い、急遽、第0試合として米山vsファンが組まれて、この試合に勝利した米山と大家が対戦し、バンダナを凶器とした米山の前に失神して敗れた。しかし、試合後の座談会で2人は意気投合して13日の大会ではタッグを組んで、りほ&ベアー福田組と対戦したがりほのそうまとうの前に敗れた。

2013年
- 2月13日、ユニオン新木場大会で退団を懸けて石井慧介と対戦。顔面ニールキックをぶちこまれて敗戦。退団が決まった。
- 2月17日、DDT入団を懸けて大鷲透と組み、高木三四郎&中澤マイケルと対戦。フォールを奪えば入団決定となったが、敗れ入団ならず。木曽大介レフェリーを人質に入団させるよう脅すも失敗。高木がマイクで新団体旗揚げを促した。
- 2月24日、DDT大会終了後の新木場1stRING駐車場にて「ガンバレ☆プロレス」旗揚げを発表。まず3月6日に南海記念診療所でプレ旗揚げ戦を開催。

2014年
- ユニオンプロレスに対抗戦を宣言する。
- プロレスキャノンボールの宣伝のため一時大船渡に移住。

2015年
- 5月16日、ガンバレ☆プロレス王子大会にて三富政行に勝利した際、三富の保持していた「いつでもどこでも挑戦権」を獲得。以降、KO-D無差別級王者のKUDOを東京・埼玉・大阪の各会場にてつけ狙うようになる。
- 6月28日、ヤス・ウラノが試合後のKUDOに対し「いつでもどこでも挑戦権」を行使したKO-D無差別級王座戦の終盤に乱入、自身の保持する「いつでもどこでも挑戦権」を行使し3WAYでの王座戦になり[2]、ウラノから勝利を奪い第52代王者となる。しかし直後にKUDOが残っていた最後の挑戦権を行使。ダイビングダブルニードロップにあえなく敗れ、王座を5分弱で明け渡すこととなった[3]。
- 8月23日、DDT両国大会にて男色ディーノ、スーパーササダンゴマシンと共にチームドリフの持つ6人タッグ王座に挑戦するも敗北。試合後、ササダンゴのプレゼンにより仮のままだったユニット名を「＃大家帝国」と発表。
- 9月27日、DDT後楽園ホール大会にてドリフの持つ6人タッグ王座に再度挑みこれに勝利、6人タッグ王座を戴冠。
- 10月7日、DDTドラマティック総選挙2015のユニット総選挙で＃大家帝国が2543票で見事1位になり主催興行権を獲得。
- 11月17日、「#大家帝国主催興行～マッスルメイツの2015～」を開催。メインイベントにて、両国大会で遺恨を残したHARASHIMAと棚橋弘至の再戦を大家&HARASHIMA vs 棚橋&小松洋平という形で実現。棚橋に炎のスピアを決めアシストし、HARASHIMAが小松に蒼魔刀を決めて勝利。
- 12月23日、DDT後楽園ホールにて#大家帝国からの脱退を突然発表。

2016年
- 1月3日、KENSO&男色ディーノとのタッグで6人タッグ王座を獲得。
- 7月3日、DDT博多スターレーン大会にてKAIとのタッグでKO-Dタッグ王座を初戴冠。のちにタッグ名が自身の入場曲を題材とした「バッコミズ」となった。
- 10月2日、ガンバレ☆プロレス後楽園ホール大会を開催。「満員にならなかったら引退」と自身の進退をかけた興行は1091人の超満員となる。メインでガン☆プロ軍として大仁田厚率いる邪道軍との「ノーロープ有刺鉄線ストリートファイト・トルネード8人タッグデスマッチ」に勝利、試合後に結婚と第一子が誕生することを発表した。

2017年
- 8月25日、新宿FACEで行われたDDTの興業では佐々木大輔と竹下幸之介とで3WAYマッチを行い、11分7秒に佐々木から炎のスピアーで3カウントを奪って勝利。記録は体固め[4]。同日、ガンバレ☆プロレスの9月21日新宿FACE興業で行われる防衛戦でもし敗れ、ベルトを失った状態で後楽園ホールを迎えたなら、大家はベルトの代わりに全財産の66万円を懸けることが明らかになった[5][6]。

## 得意技
ソルティドッグ
カミカゼ
カナディアンロッキーバスターと同型。
炎のスピアー　　
垂直落下式ブレーンバスター
最近のフィニッシュホールドの一つ
バックドロップ
垂直落下式ブレーンバスターと共におよそ3度目の失踪後から使用し始めた。

## タイトル歴
ガンバレ☆プロレス
- GWC認定6人タッグ王座

DDTプロレスリング
- KO-D無差別級王座（第52代）
- KO-Dタッグ王座（第55代）（パートナーはKAI）
- KO-D6人タッグ王座（第20代、第22代）（パートナーはスーパー・ササダンゴ・マシン、男色ディーノ→KENSO、男色ディーノ）
- KO-D10人タッグ王座（初代）（パートナーは大石真翔、スーパー・ササダンゴ・マシン、石井慧介、LiLiCo）
- アイアンマンヘビーメタル級王座（第91代、第96代、第103代、第112代、第118代、第126代、第733代、第851代）
- ウチコミ!無差別級アルティメット王座（初代）

STYLE-E
- STYLE-E無差別級王座（第6代）
- STYLE-Eタッグ王座（初代）（パートナーは高梨岩兵衛）

SGP
- SGP認定グローバルジュニアヘビー級王座（第4代）

KAIENTAI DOJO
- インディペンデントワールド世界ジュニアヘビー級王座（第22代、第26代）

プロレスリングHEAT-UP
- HEAT-UPユニバーサルタッグ王座 (第14代)　(パートナーは、趙雲"骨"子龍)

## 入場曲
- BAD COMMUNICATION -ULTRA Pleasure Style-（B'z）- ガンバレ☆プロレス旗揚げ以降の入場曲

## 人物
- 大仁田厚も認めたパワーに任せた泥臭いファイトと気が触れたような振る舞いからヒールのような扱いを受けることが多い[4]。
- 2017年8月25日、DDTプロレスリング新宿FACE大会で試合に勝利した際もアシスタントプロデューサーの今林久弥が勝者のために用意したなけなしの2000円に狂喜乱舞して狂ったように「プロレスをメジャースポーツにする」と叫んだ。同大会で敗れた竹下幸之介が「僕がデビューして5年間、経験してきたことが全部通じない。絶対あの人にKO-Dを渡してはダメです。予想はるかに下回りましたね。佐々木選手との技術の差がありすぎて（大家に）ついていけなかった。自分はまだまだ。プロレスは奥が深い」と大家のプロレス技術の低さに憤慨するコメントをしている。一方、男色ディーノは「竹ちゃんは強いのはわかった。じゃあ、いろんなところに対応できるのかを私は問うていきたい。ついて来られないようなら、そこは振り落す。普通のプロレス団体じゃないところで試して、それができた者がお客さんに面白いものを提供できる」とある意味で竹下の未熟さを指摘する発言を行った[4]。

## エピソード
- リングネームのO.K.Revolutionは顔がT.M.Revolutionこと西川貴教に似ていることが由来。
- 麻雀が得意で学生時代には全日本学生麻雀大会でベスト8に入ったことがある。

## 映画出演
- レスラーハンター